# Jabir Ibn Aflah
Jabir Ibn Aflah (en arabe : أبو محمد جابر بن أفلح, en latin : Geber Hispalensis), né et mort à Séville (1100–1160) est un mathématicien et astronome  d'Al-Andalus.

## Contributions

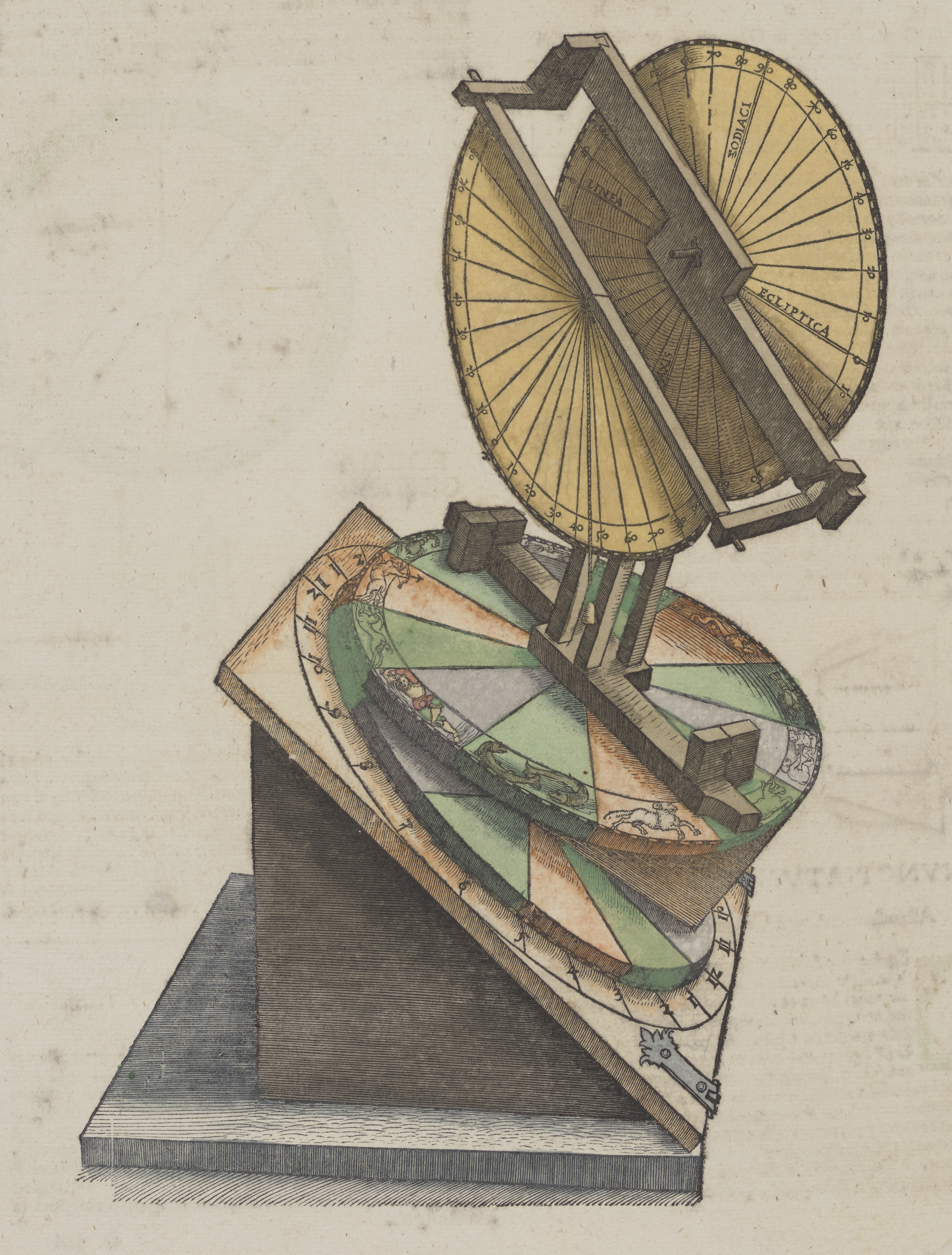
Le torquetum, un appareil de mesure astronomique inventé par Jabir Ibn Aflah

### Astronomie
Jabir Ibn Aflah est l’inventeur probable du turquet, ou torquetum, un appareil de mesure astronomique, ou bien il a créé un instrument proche ancêtre du turquet. Francon de Pologne, en 1284, et, de façon moins précise, le franciscain Bernard de Verdun font déjà connaître l'instrument au XIIIe siècle.
Il est l'auteur d'Iṣlāḥ al-maǧisṭī (Correction de l'Almageste), réfutation du travail de Ptolémée, qui fut largement connue en Europe. Il avait comparé deux traductions à partir du grec. La méthode de Ptolémée et celle de Jabir Ibn Aflah donnent des résultats nettement différents pour le calcul de la position de Mercure.

### Mathématiques
La plus grande partie de ce que dit Regiomontanus dans De triangulis omnimodis (1464) sur la trigonométrie sphérique provient en fait de Jabir Ibn Aflah. Il ne le mentionne pas, ce qui était commun à l’époque, mais Jérôme Cardan (XVIe siècle) le lui reproche sévèrement.

## Publications
- (ar) إصلاح المجسطي Iṣlāḥ al-Maǧisṭī[9]
  - (la) De astronomia, trad. Gérard de Crémone, Nuremberg, 1534, p. 87-146Le titre se poursuit ainsi : « libri IX in quibus Ptolemaeum, alioqui doctissimum, emendavit », « neuf livres[10] en lesquels il [Jabir Ibn Aflah] a rectifié les erreurs du par ailleurs très savant Ptolémée. »